# Prospeleketor
Prospeleketor – wymarły rodzaj owadów z rzędu psotników i rodziny Archaeatropidae, obejmujący jeden znany gatunek: Prospeleketor albianensis. Żył w kredzie.
Rodzaj i gatunek zostały opisane w 2003 roku przez Vincenta Perrichota, Dany’ego Azara, Didiera Néraudeau i André Nel. Opisu dokonano na podstawie pojedynczego okazu sfosylizowanego w bursztynie, znalezionym we francuskim Les Nouillers i datowanym na późny alb. Autorzy nie przyporządkowali go do rodziny, zaznaczając, że może należeć do Prionoglarididae lub Archaeatropidae. W 2013 Mockford, Lienhard i Yoshizawa zaliczyli go do Archaeatropidae.
Prospeleketor miał przednie skrzydła z dwoma rzędami szczecinek na żyłkach, pięciokątną komórką radialną, żyłką subkostalną długą i po skosie sięgającą żyłki radialnej, krótkim odcinkiem wspólnym żyłki radialnej i subkostalnej, długim i skośnym sektorem radialnym oraz długą i skierowaną ku odsiebnej części skrzydła żyłką Sc'. Żyłka subkostalna nie była połączona z brzegiem przednim skrzydła żyłką poprzeczną.
Holotyp jedynego znanego gatunku (prawdopodobnie samiec) ma ciało długości około 2,6 mm, a przednie skrzydła długości 3,04 mm i szerokości 1,1 mm. Jego tylne skrzydła mają nagie brzegi, a stopy są trójczłonowe.